# Гриффит, Морган
Говард Морган Гриффит (англ. Howard Morgan Griffith; род. 15 марта 1958, Филадельфия, Пенсильвания) — американский политик-республиканец, член Палаты представителей Соединенных Штатов от 9-го избирательного округа Виргинии с 2011 года.

## Биография
Его семья переехала в Сейлем, штат Виргиния, когда он был ребёнком. В 1980 году Гриффит окончил Колледж Эмори и Генри, в 1983 году получил степень доктора в Школе права Университета Вашингтона и Ли. Он работал юристом.
Член Палаты делегатов Виргинии от 8-го округа с 1994 по 2011 год, лидер большинства в Палате с 2000 по 2010 год.
Женат, имеет троих детей.